# Valerian Tatarskii
Valerian I. Tatarskii (russisch Валерьян Ильич Татарский Walerjan Iljitsch Tatarski; * 13. Oktober 1929 in Charkiw, Ukrainische SSR, Sowjetunion; † 19. April 2020 in Boulder, Colorado, USA) war ein sowjetischer, später US-amerikanischer Physiker, bekannt für Untersuchungen zu Wellenausbreitung in turbulenten Medien.

## Leben
Tatarskii machte 1952 seinen Abschluss an der Lomonossow-Universität. Danach ging er ans Institut für Atmosphärische Physik der Sowjetischen Akademie der Wissenschaften, wo er 1957 promoviert wurde und ab 1959 leitender Wissenschaftler war. 1964 wurde er an der Staatlichen Universität Gorki habilitiert. 1958 wurde er Laborleiter an seinem Institut. 1990/91 war er Leiter einer Abteilung am Lebedew-Institut und ging 1991 in die USA an die University of Colorado, wo er bis 2001 war.
Er war leitender Wissenschaftler bei der Firma Radio-Physics LLC in Boulder, die sich mit Angewandter Optik und Wellenausbreitung in turbulenten und ungeordneten Medien befasste sowie mit Anwendungen in atmosphärischer Optik, Radar, Astronomie.
Er befasste sich mit Wellenausbreitung in turbulenten Medien, Streuung von Wellen an rauen Oberflächen, Akustik, Theorie von Wellenausbreitung in der Geophysik (zum Beispiel Streuung von Ozeanoberflächen mit Anwendungen auf den Umweltschutz), statistischer Optik und Theorie der Kohärenz sowie allgemein mit statistischer Mechanik.
1994 erhielt er den Max Born Award. 1990 erhielt er gemeinsam mit anderen den Sowjetischen Staatspreis.
Er war korrespondierendes Mitglied der Russischen Akademie der Wissenschaften, Mitglied der National Academy of Engineering, Fellow des Institute of Physics und der Optical Society of America. Er war Mitglied der Electromagnetics Academy des Massachusetts Institute of Technology.
Tatarskii war zunächst sowjetischer und später US-amerikanischer Staatsbürger. Er war ab 1955 mit Maja Granowskaja verheiratet und hatte einen Sohn.

## Schriften
- Wave propagation in turbulent media. McGraw Hill 1961, Reprint Dover 1967 (russisches Original 1959)
- The Effects of the Turbulent Atmosphere on Wave Propagation. Israel Program for Scientific Translations, Published for the National Oceanic and Atmospheric Administration, U.S. Department of Commerce and the National Science Foundation, Washington, D.C., 1971 (russisches Original Moskau, Nauka 1967)
- mit S.M. Rytov, Yu. A. Kravtsov Principles of Statistical Radiophysics, 4 Bände. Springer Verlag 1987 bis 1989 (russisches Original 1978)